# 영남삼육고등학교
영남삼육고등학교(嶺南三育高等學校)는 대한민국 경상북도 경산시 남산면 송내리에 있는 사립 고등학교이다.

## 학교 연혁
- 1952년 11월 5일 : 영남삼육학교 설립 (경남 통영)
- 1952년 12월 1일 : 이사장 이시화 목사, 초대 김영도 교장 부임
- 1959년 2월 28일 : 문보 제1078호로 영남삼육고등학교 인가 받음
- 1978년 10월 16일 : 학칙 변경 6학급 인가(고등)
- 1999년 3월 1일 : 학교이전 (남산면 송내리 70번지)
- 1999년 5월 7일 : 영남삼육중고등학교 신축교사 준공(대지 18,000평, 연건평 2,822평)
- 2003년 8월 13일 : 경상북도교육청 자율학교 승인
- 2004년 7월 15일 : 특별실 및 다목적관 준공식
- 2009년 8월 25일 : 교과교실제 선정(C형 - 수준별 수업형)
- 2009년 12월 18일 : 경상북도교육청 자율학교 재승인
- 2010년 6월 24일 : 교과교실 준공
- 2012년 11월 16일 : 잔디구장 및 교과교실 리모델링 준공
- 2018년 3월 2일 : 수학나눔, 두드림, 농어촌 특색프로그램 운영 학교 선정
- 2020년 3월 2일 : 농산어촌 성장학교, 고교학점제 역량강화 사업운영
- 2020년 9월 1일 : 제21대 이광영 교장 부임
- 2021년 12월 31일 : 고등학교 제66회 51명(누계 3,790명) 졸업

## 참고 자료
- 영남삼육고등학교 - 한국교육학술정보원 학교알리미